# Chryseuscelus haitensis
Chryseuscelus haitensis là một loài bọ cánh cứng trong họ Attelabidae. Loài này được Hamilton miêu tả khoa học năm 2007.